# Tsjecho-Slowaaks voetbalelftal (mannen)
Het Tsjecho-Slowaaks voetbalelftal was een team van voetballers dat Tsjecho-Slowakije vertegenwoordigde bij internationale wedstrijden van 1920 tot 1993. In 1939 verklaarde Slowakije zich voor de eerste keer onafhankelijk en vormde zo de Eerste Slowaakse Republiek. Aan Tsjechische zijde ontstond het Protectoraat Bohemen en Moravië waaruit het Boheems-Moravisch voetbalelftal voortkwam. Echter, in 1945 kwamen beide landen terug samen. Het nieuwe Tsjecho-Slowaaks elftal was behoorlijk succesvol en slaagde er twee keer in de finale van het WK te halen. Ook op het EK boekte het succes; in 1976 werd het Oost-Europese land Europees kampioen.
In 1993 splitste het land zich opnieuw op, ditmaal in Tsjechië en Slowakije. Beide landen richtten hun eigen voetbalbond en -elftal op: het Tsjechisch voetbalelftal en Slowaaks voetbalelftal. De kwalificatiereeks voor het WK 1994 werd nog wel gezamenlijk afgemaakt onder de naam Vertegenwoordigers van Tsjechen en Slowaken.

## Geschiedenis

### Bohemen
Tsjecho-Slowakije werd in 1918 onafhankelijk, daarvoor was het onderdeel van het Oostenrijks-Hongaarse keizerrijk. In dit grote land was er niet één grote voetbalbond maar meerdere, zo ook in het koninkrijk Bohemen dat op 1 april 1906 zijn eerste interland speelde in Boedapest en 1-1 gelijk speelde tegen Hongarije. Op 7 oktober van dat jaar speelden ze opnieuw tegen elkaar in Praag, nu werd het 4-4. De twee speelden nog drie keer tegen elkaar tot in 1908 en de laatste wedstrijd van Bohemen was op 13 juni 1908 toen ze met 0-4 verloren van Engeland.

### 1920 - 1939 Zilver in Rome
In 1920 speelde Tsjecho-Slowakije zijn eerste internationale wedstrijd, op de Olympische Spelen in Antwerpen, Tsjecho-Slowakije haalde meteen de finale van het toernooi na overwinningen op Joegoslavië (7-0), Noorwegen (4-0) en Frankrijk (4-1), Antonín Janda scoorde zes doelpunten. In de finale stond Tsjecho-Slowakije na een half uur met 2-0 achter, het tweede doelpunt was dubieus en nadat de Tsjechische linksback Karel Steiner uit het veld werd gestuurd na het beledigen van de Belg Robert Coppée stapte Tsjecho-Slowakije van het veld af. De Tsjechen werden gediskwalificeerd en moesten hun zilveren medaille inleveren. Op de Olympische Spelen in Parijs van 1924 waren de achtste finales het eindstation, Zwitserland won met 1-0.

#### WK 1934
Tsjecho-Slowakije schreef zich in voor het tweede WK in Italië, in de kwalificatie schakelde het Polen uit. Op de eindronde haalde het de finale door overwinningen op Roemenië (2-1), Zwitserland (3-2) en Duitsland (3-1). Oldřich Nejedlý werd topscorer van het toernooi, hij scoorde de winnende goal tegen Roemenië en Zwitserland en scoorde in de halve finale tegen Duitsland alle Tsjechische doelpunten. In de finale was het gastland de tegenstander, onder toeziend oog van dictator Benito Mussolini rekende heel Italië op een overwinning. In de 76e minuut kreeg Antonín Puč het stadion stil met een doelpunt, maar vijf minuten later maakte Italië de gelijkmaker. In de verlenging maakte Angelo Schiavio het winnende Italiaanse doelpunt en de Tsjechen eindigden op de tweede plaats.

#### WK 1938
Tsjecho-Slowakije plaatste zich in 1938 opnieuw voor het WK, in de kwalificatie werd Bulgarije met 6-0 verslagen. De Tsjechen hadden in de eerste wedstrijd op het WK in Frankrijk grote moeite met Nederland, in Le Havre bleef het na 90 minuten 0-0 en in de verlenging sloegen de Tsjechen alsnog toe: 3-0. De kwartfinale tegen Brazilië ging de geschiedenis in als de "Slag van Bordeaux", de wedstrijd eindigde met drie weggestuurde spelers en vijf gewonde spelers, waarvan drie niet verder konden spelen. Omdat wissels nog niet waren toegestaan waren er dus maar zestien spelers over op het veld. De replay vond plaats met een aantal gedwongen wijzigingen: na een 1-0 voorsprong voor rust werd Tsjecho-Slowakije met 2-1 uitgeschakeld.
In oktober 1938 werd eerst Sudeten-land ingelijfd door Hitler-Duitsland, in maart 1939 verklaarde Slowakije zich onafhankelijk en de rest van het land werd als protectoraat Bohemen en Moravië ingelijfd door Duitsland. Zowel het Boheems en Moravische- als het Slowaakse team speelden tot ver in de Tweede Wereldoorlog interlands tegen Duitsland of Duitsgezinde landen. Puć werd topscorer aller tijden van het Tsjecho-Slowaakse team met 34 doelpunten uit 60 wedstrijden.

### 1946 - 1962 Zilver in Santiago
Na de Tweede Wereldoorlog was Tsjecho-Slowakije weer één land, maar kende een moeizame periode, het schreef zich niet in voor de Olympische Spelen van 1948 en 1952 en ook voor het WK van 1950. De van oorsprong Hongaar Ladislao Kubala was de grootste belofte van het Tsjechische team, hij maakte zijn debuut in 1946, maar hij vertrok naar Hongarije om dienstplicht te ontlopen. Later vluchtte hij ook uit het inmiddels communistisch geworden Hongarije en werd bij FC Barcelona een grote ster. Tsjecho-Slowakije plaatste zich voor het WK van 1954 ten koste van Roemenië en Bulgarije, maar de Eindronde in Zwitserland werd een flop, dankzij twee kansloze nederlagen tegen Uruguay (2-0) en Oostenrijk (5-0) werd de eerste ronde niet overleefd. Na het WK maakte Josef Masopust zijn debuut.

#### WK 1958

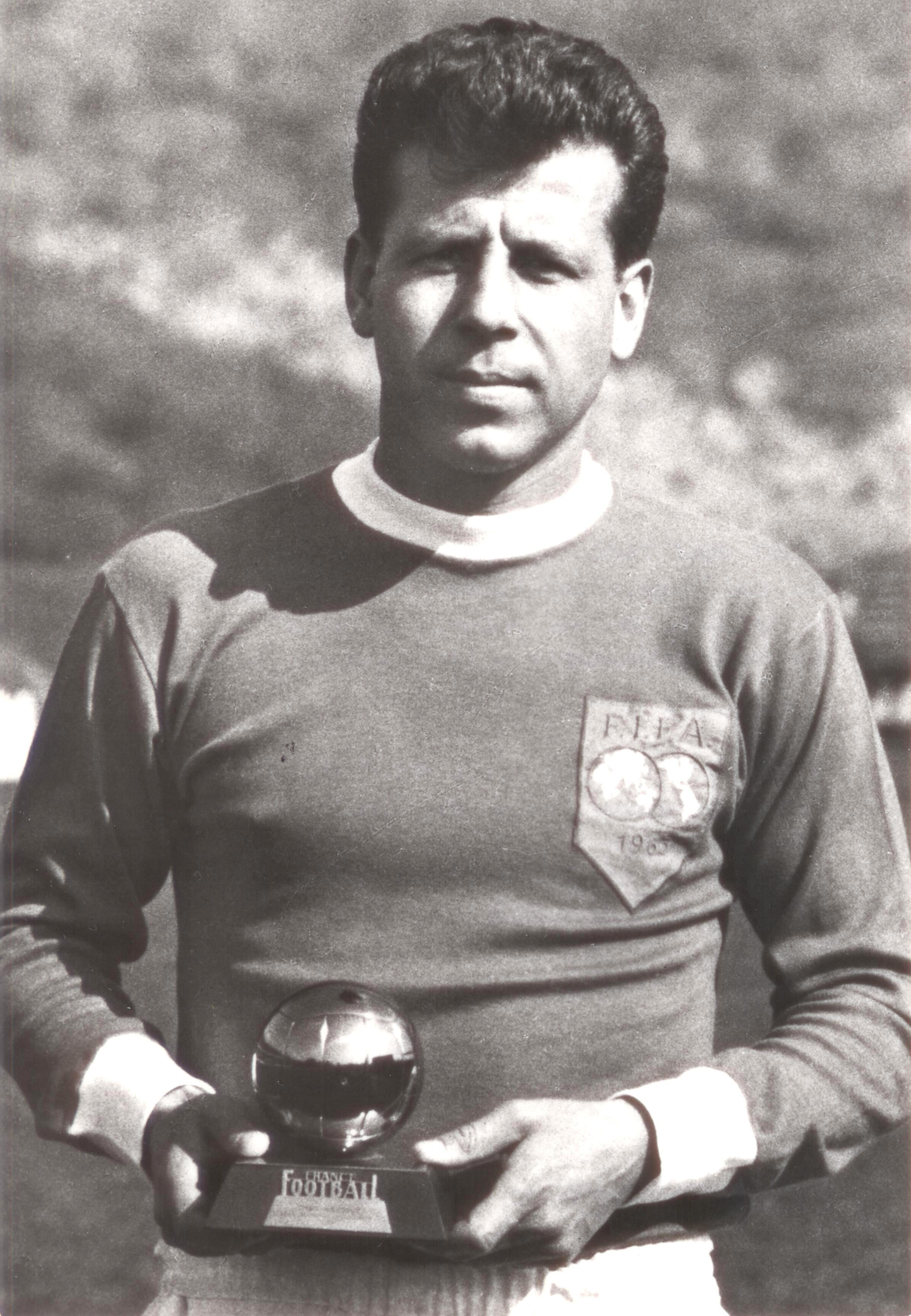
Josef Masopust

De Tsjechen plaatsten zich opnieuw voor het WK door boven Wales en Oost-Duitsland te eindigen, het verloor de eerste wedstrijd van Wales, maar de overige drie wedstrijden werden allemaal gewonnen. Het WK in Zweden kende een valse start met een 1-0 nederlaag tegen Noord-Ierland en het verspeelde een 0-2 voorsprong tegen West-Duitsland: 2-2. Daarna haalde het uit met een 6-1 zege op Argentinië, Zdeněk Zikán en Václav Hovorka scoorden twee doelpunten. Omdat het doelsaldo niet doorslaggevend was, moest Tsjecho-Slowakije een beslissingswedstrijd tegen Noord-Ierland spelen, in de verlenging werden de Tsjechen opnieuw verslagen door de verrassende Ieren: 2-1.

#### EK 1960
In 1958 vonden de voorrondes voor het eerste EK plaats, omdat zeventien landen zich hadden ingeschreven moest Tsjecho-Slowakije een extra voorronde-wedstrijd spelen tegen Ierland. Ierland won in Dublin met 2-0, maar na een 4-0 zege in de terugwedstrijd werden de achtste finales gehaald. Na zeges op Denemarken en Roemenië werd de eerste eindronde in Frankrijk gehaald, er deden vier landen mee aan het toernooi. In Marseille verloor Tsjecho-Slowakije de halve finale kansloos van de Sovjet-Unie, de strijd om het brons werd veroverd na een overwinning op Frankrijk.

#### WK 1962
Belangrijkste tegenstrever om het WK te halen was Schotland, de Tsjechen wonnen de thuiswedstrijd met 4-0, de terugwedstrijd werd met 3-2 verloren. Omdat beide landen twee keer van Ierland wonnen moest er een beslissingswedstrijd in Brussel gespeeld worden. Vlak voor tijd stond Tsjecho-Slowakije met 1-2 achter, maar een late gelijkmaker van Adolf Scherer voorkwam uitschakeling. In de verlenging sloegen de Tsjechen alsnog toe: 4-2. De start van het WK in Chili was goed met een 1-0 overwinning op Spanje door een benutte strafschop van Jozef Štibrányi. In de tweede wedstrijd bleef Tsjecho-Slowakije overeind tegen de regerend wereldkampioenschap Brazilië mede door het uitvallen van de Braziliaanse sterspeler Pelé. Voor de wedstrijd tegen Mexico was het land al zeker van de kwartfinales en had de 1-3 nederlaag geen consequenties. Tsjecho-Slowakije haalde de finale door overwinningen op de sterker geachte tegenstanders Hongarije (1-0) en Joegoslavië (3-1). In beide wedstrijd was doelman Viliam Schrojf de uitblinker. In de finale werd ditmaal wel van Brazilië verloren door een fout van hem. Josef Masopust scoorde de openingstreffer in de met 3-1 verloren finale en werd gekozen tot Europees voetballer van het jaar. Schrojf en Masopust werden ook geselecteerd in het team van het toernooi.

### 1962 - 1980 Goud in Belgrado, geboorte van de Panenka

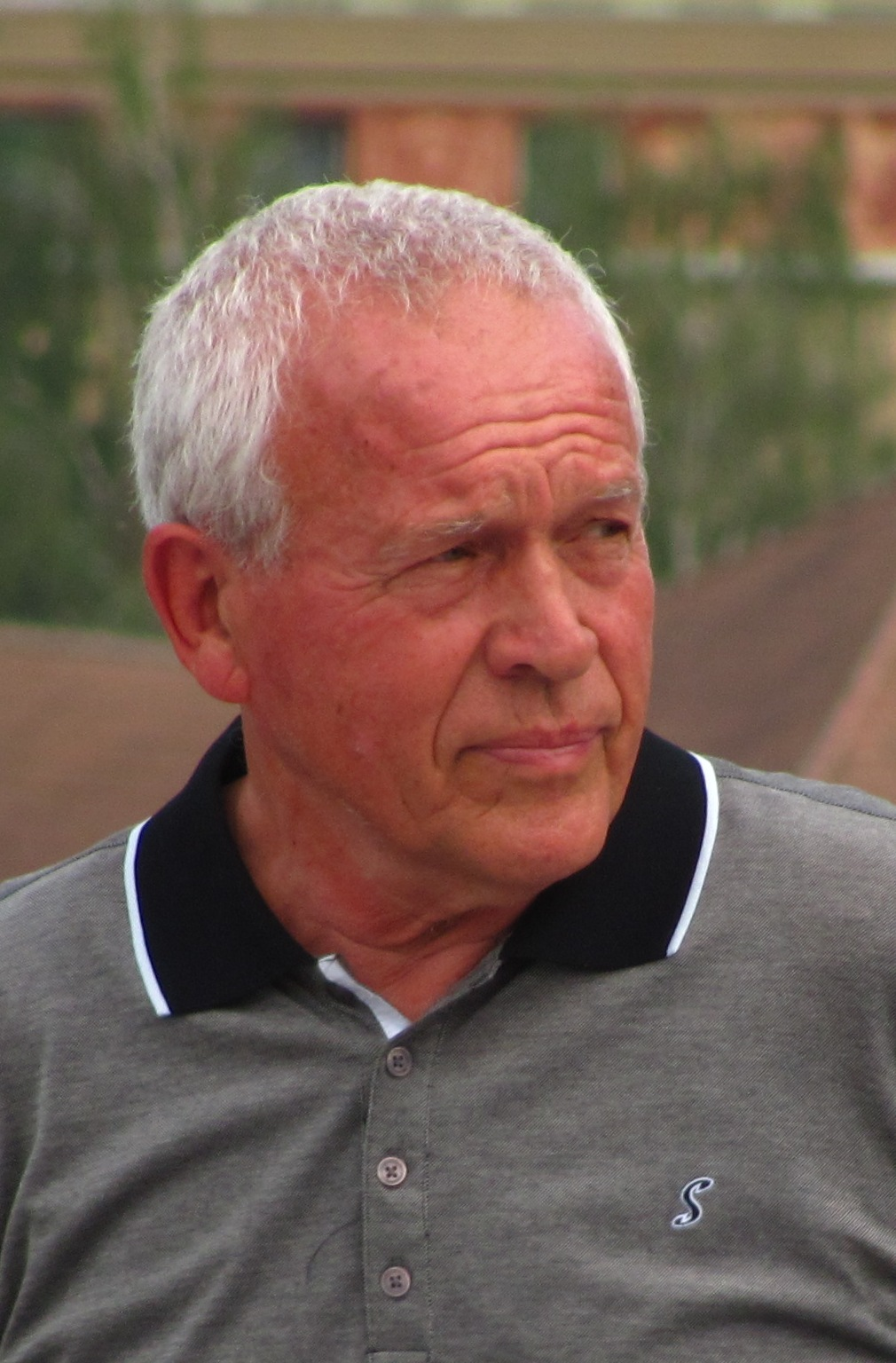
Doelman Ivo Viktor

#### 1962 - 1968
Na dit succes volgde een terugslag, in de eerste ronde van de EK-kwalificatie werd verloren van Oost-Duitsland. In 1964 werd wel de olympische finale in Tokyo gehaald, er werd met 2-1 verloren van Hongarije. In 1966 werd voor de eerste keer kwalificatie voor een WK niet overleefd, Tsjecho-Slowakije begon met twee nederlagen tegen Portugal en Roemenië, men kwam uiteindelijk twee punten tekort ten opzichte van het Portugal van Eusébio. De start om het EK van 1968 te halen was sterk met drie overwinningen. Na een nederlaag tegen Spanje en een gelijkspel tegen Turkije moest een overwinning thuis tegen Ierland genoeg zijn om de kwartfinales te halen. In de slotfase werd met 1-2 verloren en Spanje had nu één punt meer dan de Tsjechen.

#### 1968 - 1974
Tsjecho-Slowakije streed met Hongarije om een plek op het WK van 1970. In de onderlinge wedstrijden was Hongarije sterker, het won met 2-0 in Boedapest en in Praag werd een 1-3 achterstand goed gemaakt : eindstand 3-3. Omdat Hongarije verloor van Denemarken hadden de Tsjechen evenveel punten als de Hongaren en in een beslissingswedstrijd in Marseille troefden de Tsjechen de Hongaren uiteindelijk af: 4-1. De loting voor het WK in Mexico was pittig met de regerende wereldkampioen Engeland, de vorige kampioen Brazilië en Roemenië, alle wedstrijden gingen dan ook verloren. Het EK van 1972 en het WK van 1974 werden niet gehaald, voor het EK was het doelsaldo van Roemenië net iets beter en voor het WK was een gelijkspel tegen Denemarken funest, De Tsjechen kwamen één punt tekort ten opzichte van Schotland.

#### EK 1976

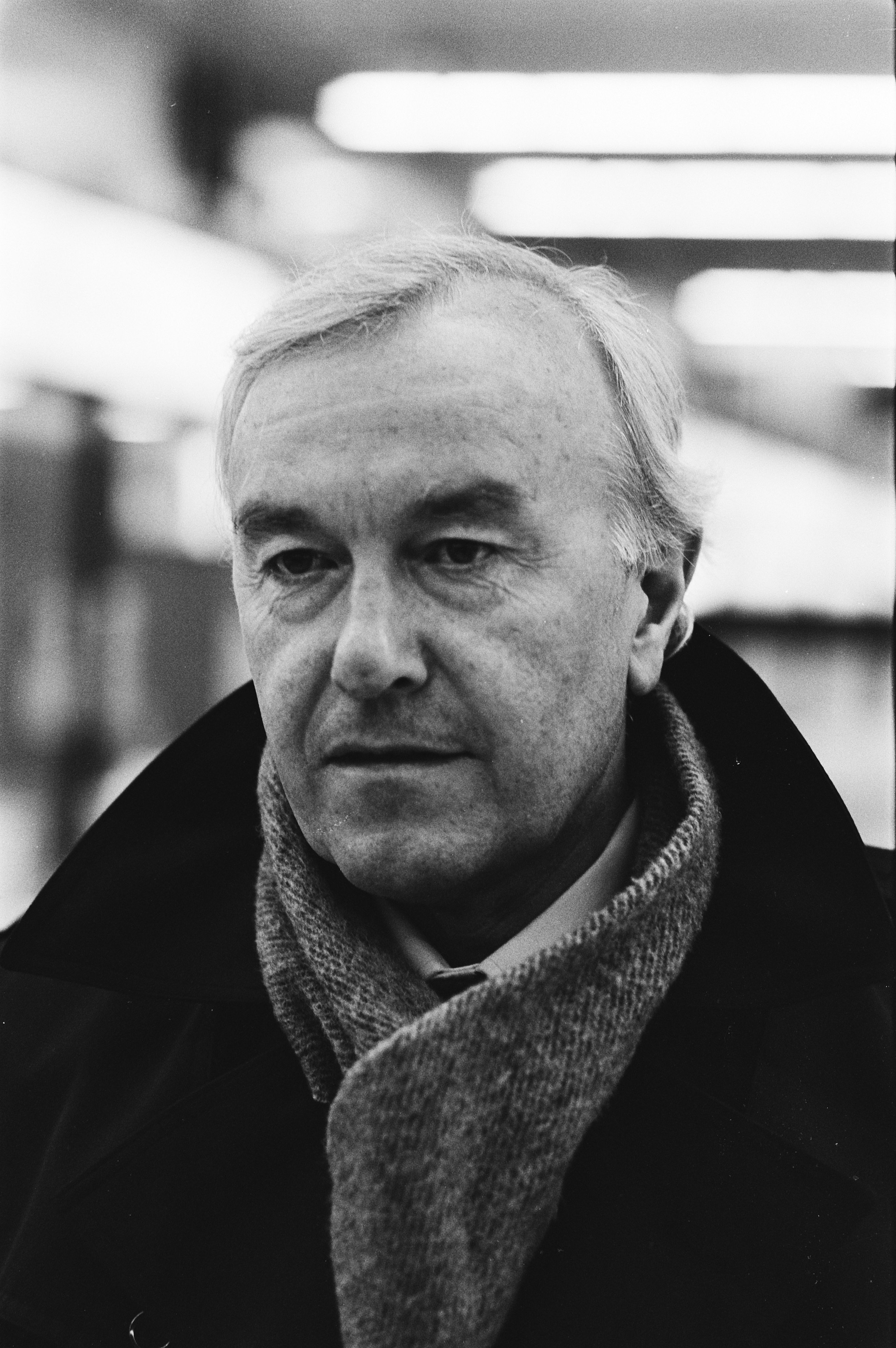
Václav Ježek (1979)

Tsjecho-Slowakije begon de kwalificatie met een duidelijke 3-0 nederlaag tegen Engeland, alle doelpunten vielen in de laatste twintig minuten. Terwijl Engeland niet verder kwam dan een 0-0 gelijkspel tegen Portugal boekte Tsjecho-Slowakije een duidelijke overwinning tegen de Portugezen: 5-0. De return tegen Engeland werd na 17 minuten afgelast vanwege dikke mist, een dag later bogen de Tsjechen een 0-1 achterstand om in een 2-1 overwinning. Tsjecho-Slowakije had 1 punt voorsprong en gaf die voorsprong niet meer weg. In de kwartfinales was de Sovjet-Unie de tegenstander, heel Tsjecho-Slowakije vroeg om wraak vanwege de Russische inval in 1968. De Tsjechen wonnen in Bratislava met 2-0 en hielden stand in Kiev: 2-2, Jozef Móder scoorde drie van de vier doelpunten in beide wedstrijden. Tsjecho-Slowakije was een van de vier deelnemers van het EK in Joegoslavië en was duidelijk de "underdog" met de twee finalisten van het laatste WK West-Duitsland en Nederland en gastland Joegoslavië. De halve finale tegen Nederland werd gedomineerd door aanhoudende regenval en keihard spel, er werden drie spelers uit het veld gestuurd. Verdediger Anton Ondruš scoorde zowel in het vijandelijke als het eigen doel: 1-1. In de verlengingen sloegen de Tsjechen toe door doelpunten van Zdeněk Nehoda en František Veselý. De finale begon voorspoedig met een 2-0 voorsprong op West-Duitsland na 25 minuten, vlak daarna viel de aansluitingstreffer. Het duurde tot de 89e minuut voordat Bernd Hölzenbein de gelijkmaker scoorde, in de verlengingen werd niet meer gescoord. Voor de eerste keer in het internationale voetbal moesten strafschoppen de beslissing brengen. Bij de vierde strafschop schoot Uli Hoeneß de bal huizenhoog over en kon Antonín Panenka de wedstrijd beslissen. Terwijl de ervaren doelman Sepp Maier naar de linkerhoek dook, plaatste Panenka de bal met een stift in het midden van het doel. Het was een risicovolle trap die Panenka op slag wereldberoemd maakte. Gelijksoortige strafschoppen worden sindsdien een "Panenka-strafschop" genoemd. Tsjecho-Slowakije werd Europees kampioen, doelman Ivo Viktor eindigde op de derde plaats als beste voetballer van 1976 in Europa.

#### WK 1978

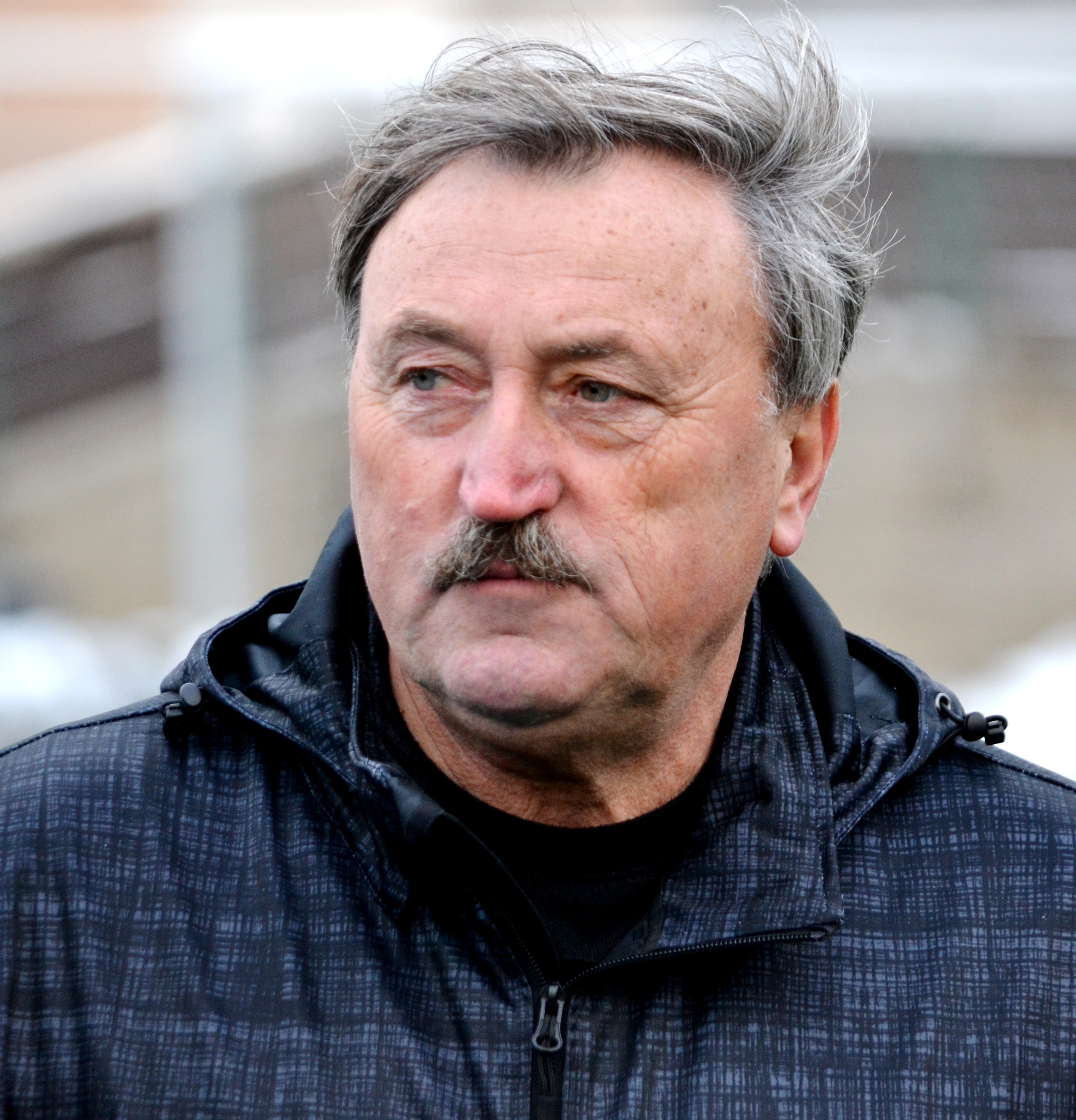
Antonín Panenka

Dat de Europese titel een toevalstreffer was, beek wel in de kwalificatie-serie voor het WK in Argentinië. De Tsjechen begonnen nog met een 2-0 zege op Schotland door doelpunten van Panenka en Petráš. Daarna gingen ze in de uitwedstrijden genadeloos onderuit, 3-0 in Wales, 3-1 in Schotland. Schotland plaatste zich opnieuw voor het WK ten koste van de Tsjechen en voor de eerste keer plaatste de Europese kampioen zich niet voor een WK. Coach Vaclav Jezek nam ontslag en vertrok naar Feyenoord.

#### EK 1980
De Tsjechen en Slowaken hadden het Frankrijk van Michel Platini als voornaamste tegenstander in de kwalificatie. De Tsjechen wonnen tweemaal van Zweden, terwijl Frankrijk thuis gelijkspeelde tegen Zweden. Na een 2-0 thuisoverwinning op Frankrijk was kwalificatie zo goed als zeker. De openingswedstrijd van het EK in Italië begon met een herhaling van de finale van 1976, Tsjecho-Slowkaije verloor nu van West-Duitsland in een kleurloos duel. Voor slechts 5.000 toeschouwers won Tsjecho-Slowakije met 3-1 van Griekenland en na een 1-1 tegen Nederland was Tsjecho-Slowakije verzekerd van een wedstrijd om het brons. Na een 1-1 gelijkspel waren er acht strafschoppen voor beide teams nodig om een beslissing te forceren, Jozef Barmoš scoorde uiteindelijk de winnende strafschop. De wedstrijd was totaal niet interessant en de UEFA besloot de wedstrijd om de derde plaats te schrappen. Later in de zomer pakte Tsjecho-Slowakije de olympische titel in Moskou door met 1-0 van Oost-Duitsland te winnen.

### 1980 - 1994 Van Tsjecho-Slowakije naar het Verbond van Tsjechen en Slowaken

#### WK 1982
Tsjecho-Slowakije streed met Wales om de tweede plaats in de groep achter de Sovjet-Unie, beide concurrenten wonnen hun thuisduel. De Tsjechen leken hun kansen te verspelen door met 1-1 gelijk te spelen tegen in IJsland. Maar nadat Wales tegen hetzelfde IJsland ook een punt verspeelde was een gelijkspel tegen de Sovjet-Unie genoeg om zich op doelsaldo te plaatsen. Het WK in 1982 begon uiterst pover met een 1-1 gelijkspel tegen Koeweit. Na een 2-0 nederlaag tegen Engeland moest gewonnen worden van Frankrijk om zich te plaatsen voor de tweede ronde. Het bleef bij 1-1, tekenend was dat Tsjecho-Slowakije geen enkel velddoelpunt scoorde, alleen Panenka scoorde twee strafschoppen. Panenka vertrok naar Rapid Wien en sloot zijn interland-carrière af.

#### 1983 - 1988
De resultaten in de kwalificatie voor het 1984 waren wisselvallig, het veroverde drie punten tegen wereldkampioen Italië en won de uitwedstrijd van koploper Roemenië, maar tegen Zweden werd een 2-0 voorsprong in de laatste drie minuten weggegeven, de uitwedstrijd werd verloren en ook tegen Cyprus werd een punt verspeeld. Een overwinning in de laatste wedstrijd tegen Roemenië zou genoeg zijn om op doelsaldo Zweden en Roemenië te achterhalen, maar door een 1-1 gelijkspel was het EK onhaalbaar geworden. Het WK in 1986 halen was snel een utopie na nederlagen tegen Portugal, West-Duitsland en Zweden en een gelijkspel tegen Malta, vooral de thuiswedstrijd tegen de Duitsers was pijnlijk, 1-5 na een 0-4 ruststand. Voor het EK 1988 bleef het land goed op de been tegen de naaste concurrenten Denemarken en Wales, maar een 3-0 nederlaag tegen Finland was de ploeg noodlottig, de achterstand was één punt op de Denen.

#### WK 1990

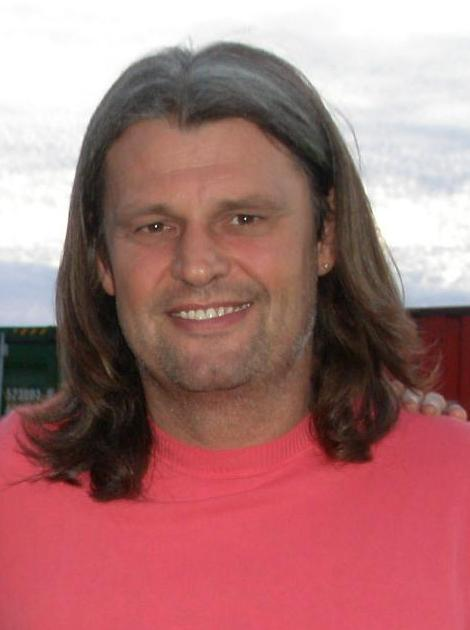
Tomáš Skuhravý

Tsjecho-Slowakije streed met Portugal in de kwalificatie achter België, het won met 2-1 thuiswedstrijd door twee doelpunten van Michal Bílek, een doelpuntloos gelijkspel in de return was genoeg om zich te plaatsen. Op het EK in Italië won het zijn eerste WK-wedstrijden sinds 1962, zeges op de Verenigde Staten en Oostenrijk zorgden al snel voor plaatsing voor de achtste finales. In de laatste groepswedstrijd tegen gastland werd bij een 1-0 stand een geldig doelpunt van Feyenoorder Stanislav Griga afgekeurd, uiteindelijk werd het 2-0 voor Italië. In de achtste finale tegen Costa Rica scoorde Tomáš Skuhravý drie keer met het hoofd, hij verdiende daardoor een transfer tegen FC Genua. De kwartfinale tegen de latere wereldkampioen West-Duitsland was het eindstadion, 1-0 na een strafschop van Lothar Matthäus, Ľubomír Moravčík werd uit het veld gestuurd nadat hij een schoen gooide naar de scheidsrechter.

#### 1990 - 1993
Loting in de kwalificatie voor het EK van 1992 was pittig met Spanje en Frankrijk als tegenstanders. Frankrijk won alle wedstrijden en de Tsjechen eindigde op de tweede plaats met zes punten achterstand. Op 1 januari werden Tsjechië en Slowakije onafhankelijke landen, kwalificatie voor het WK van 1994 was al begonnen en voortgezet als het Verbond van Tsjechen en Slowakije. De VTS begon de campagne met een thuisnederlaag tegen België, het was de enige nederlaag in de campagne, maar er werden maar vier van de tien wedstrijden gewonnen. Hoogtepunt was een 5-2 overwinning op Roemenië, waarbij de Slowaak Peter Dubovský drie doelpunten scoorde en een transfer naar Real Madrid verdiende. Dieptepunt was een 1-1 gelijkspel tegen Cyprus. In de laatste wedstrijd in Brussel tegen België moest de VTS winnen om het WK te halen. Vroeg in de wedstrijd speelde het Verbond tegen tien man door een rode kaart van Philippe Albert, maar sterk keeperswerk van Filip De Wilde voorkwam succes. Met twee punten achterstand op Roemenië en België eindigde het interlandvoetbal van beide landen, waarin een Europese titel, een Olympische titel en twee finale-plaatsen op het WK werden bereikt.

## Deelnames aan internationale toernooien

### Wereldkampioenschap
| Wereldkampioenschap voetbal | Wereldkampioenschap voetbal | Wereldkampioenschap voetbal | Wereldkampioenschap voetbal | Wereldkampioenschap voetbal | Wereldkampioenschap voetbal | Wereldkampioenschap voetbal | Wereldkampioenschap voetbal | Wereldkampioenschap voetbal | Wereldkampioenschap voetbal |
| Jaar                        | Ronde                       | Wed.                        | W                           | G                           | V                           | DV                          | DT                          | Kwal                        |                             |
| --------------------------- | --------------------------- | --------------------------- | --------------------------- | --------------------------- | --------------------------- | --------------------------- | --------------------------- | --------------------------- | --------------------------- |
| 1930                        | Geen deelname               | Geen deelname               | Geen deelname               | Geen deelname               | Geen deelname               | Geen deelname               | Geen deelname               | Geen deelname               |                             |
| 1934                        | Tweede plaats               | 4                           | 3                           | 0                           | 1                           | 9                           | 6                           | (Kwal.)                     |                             |
| 1938                        | Kwartfinale                 | 5                           | 1                           | 1                           | 1                           | 5                           | 3                           | (Kwal.)                     |                             |
| 1950                        | Geen deelname               | Geen deelname               | Geen deelname               | Geen deelname               | Geen deelname               | Geen deelname               | Geen deelname               | Geen deelname               |                             |
| 1954                        | Groepsfase                  | 2                           | 0                           | 0                           | 2                           | 0                           | 7                           | (Kwal.)                     |                             |
| 1958                        | Groepsfase                  | 4                           | 1                           | 1                           | 2                           | 9                           | 6                           | (Kwal.)                     |                             |
| 1962                        | Tweede plaats               | 6                           | 3                           | 1                           | 2                           | 7                           | 7                           | (Kwal.)                     |                             |
| 1966                        | Niet gekwalificeerd         | Niet gekwalificeerd         | Niet gekwalificeerd         | Niet gekwalificeerd         | Niet gekwalificeerd         | Niet gekwalificeerd         | Niet gekwalificeerd         | Niet gekwalificeerd         |                             |
| 1970                        | Groepsfase                  | 3                           | 0                           | 0                           | 3                           | 2                           | 7                           | (Kwal.)                     |                             |
| 1974                        | Niet gekwalificeerd         | Niet gekwalificeerd         | Niet gekwalificeerd         | Niet gekwalificeerd         | Niet gekwalificeerd         | Niet gekwalificeerd         | Niet gekwalificeerd         | Niet gekwalificeerd         |                             |
| 1978                        | Niet gekwalificeerd         | Niet gekwalificeerd         | Niet gekwalificeerd         | Niet gekwalificeerd         | Niet gekwalificeerd         | Niet gekwalificeerd         | Niet gekwalificeerd         | Niet gekwalificeerd         |                             |
| 1982                        | Groepsfase                  | 3                           | 0                           | 2                           | 1                           | 2                           | 4                           | (Kwal.)                     |                             |
| 1986                        | Niet gekwalificeerd         | Niet gekwalificeerd         | Niet gekwalificeerd         | Niet gekwalificeerd         | Niet gekwalificeerd         | Niet gekwalificeerd         | Niet gekwalificeerd         | Niet gekwalificeerd         |                             |
| 1990                        | Kwartfinale                 | 5                           | 3                           | 0                           | 2                           | 10                          | 5                           | (Kwal.)                     |                             |
| 1994                        | Niet gekwalificeerd         | Niet gekwalificeerd         | Niet gekwalificeerd         | Niet gekwalificeerd         | Niet gekwalificeerd         | Niet gekwalificeerd         | Niet gekwalificeerd         | Niet gekwalificeerd         |                             |
| 1998–heden                  | Bij Tsjechië en Slowakije   | Bij Tsjechië en Slowakije   | Bij Tsjechië en Slowakije   | Bij Tsjechië en Slowakije   | Bij Tsjechië en Slowakije   | Bij Tsjechië en Slowakije   | Bij Tsjechië en Slowakije   | Bij Tsjechië en Slowakije   |                             |

### Europees kampioenschap
| Europees kampioenschap voetbal | Europees kampioenschap voetbal | Europees kampioenschap voetbal | Europees kampioenschap voetbal | Europees kampioenschap voetbal | Europees kampioenschap voetbal | Europees kampioenschap voetbal | Europees kampioenschap voetbal | Europees kampioenschap voetbal | Europees kampioenschap voetbal |
| Jaar                           | Ronde                          | Wed.                           | W                              | G                              | V                              | DV                             | DT                             | Kwal                           |                                |
| ------------------------------ | ------------------------------ | ------------------------------ | ------------------------------ | ------------------------------ | ------------------------------ | ------------------------------ | ------------------------------ | ------------------------------ | ------------------------------ |
| 1960                           | Derde plaats                   | 2                              | 1                              | 0                              | 1                              | 2                              | 3                              | (Kwal.)                        |                                |
| 1964                           | Niet gekwalificeerd            | Niet gekwalificeerd            | Niet gekwalificeerd            | Niet gekwalificeerd            | Niet gekwalificeerd            | Niet gekwalificeerd            | Niet gekwalificeerd            | Niet gekwalificeerd            |                                |
| 1968                           | Niet gekwalificeerd            | Niet gekwalificeerd            | Niet gekwalificeerd            | Niet gekwalificeerd            | Niet gekwalificeerd            | Niet gekwalificeerd            | Niet gekwalificeerd            | Niet gekwalificeerd            |                                |
| 1972                           | Niet gekwalificeerd            | Niet gekwalificeerd            | Niet gekwalificeerd            | Niet gekwalificeerd            | Niet gekwalificeerd            | Niet gekwalificeerd            | Niet gekwalificeerd            | Niet gekwalificeerd            |                                |
| 1976                           | Kampioen                       | 2                              | 1                              | 1                              | 0                              | 5                              | 2                              | (Kwal.)                        |                                |
| 1980                           | Derde plaats                   | 4                              | 1                              | 2                              | 1                              | 5                              | 4                              | (Kwal.)                        |                                |
| 1984                           | Niet gekwalificeerd            | Niet gekwalificeerd            | Niet gekwalificeerd            | Niet gekwalificeerd            | Niet gekwalificeerd            | Niet gekwalificeerd            | Niet gekwalificeerd            | Niet gekwalificeerd            |                                |
| 1988                           | Niet gekwalificeerd            | Niet gekwalificeerd            | Niet gekwalificeerd            | Niet gekwalificeerd            | Niet gekwalificeerd            | Niet gekwalificeerd            | Niet gekwalificeerd            | Niet gekwalificeerd            |                                |
| 1992                           | Niet gekwalificeerd            | Niet gekwalificeerd            | Niet gekwalificeerd            | Niet gekwalificeerd            | Niet gekwalificeerd            | Niet gekwalificeerd            | Niet gekwalificeerd            | Niet gekwalificeerd            |                                |
| 1996–heden                     | Bij Tsjechië en Slowakije      | Bij Tsjechië en Slowakije      | Bij Tsjechië en Slowakije      | Bij Tsjechië en Slowakije      | Bij Tsjechië en Slowakije      | Bij Tsjechië en Slowakije      | Bij Tsjechië en Slowakije      | Bij Tsjechië en Slowakije      |                                |

## Statistieken

### Van jaar tot jaar
| Jaar | Wedstrijden | Wedstrijden | Wedstrijden | Wedstrijden | Doelpunten | Doelpunten | Doelpunten | Punten |
| Jaar | Duels       | Winst       | Gelijk      | Verlies     | Voor       | Tegen      | Saldo      | Punten |
| ---- | ----------- | ----------- | ----------- | ----------- | ---------- | ---------- | ---------- | ------ |
| 1906 | 2           | 0           | 2           | 0           | 5          | 5          | 0          | 1.000  |
| 1907 | 2           | 1           | 0           | 1           | 7          | 8          | –1         | 1.000  |
| 1908 | 2           | 0           | 0           | 2           | 2          | 9          | –7         | 0.000  |
|      |             |             |             |             |            |            |            |        |
| 1920 | 4           | 3           | 0           | 1           | 15         | 3          | +12        | 1.500  |
| 1921 | 2           | 1           | 1           | 0           | 8          | 3          | +5         | 1.500  |
| 1922 | 4           | 2           | 1           | 1           | 9          | 5          | +4         | 1.250  |
| 1923 | 4           | 3           | 1           | 0           | 17         | 5          | +12        | 1.750  |
| 1924 | 5           | 3           | 1           | 1           | 12         | 5          | +7         | 1.400  |
| 1925 | 3           | 3           | 0           | 0           | 12         | 1          | +11        | 2.000  |
| 1926 | 8           | 3           | 1           | 4           | 18         | 16         | +2         | 0.875  |
| 1927 | 10          | 7           | 3           | 0           | 27         | 13         | +14        | 1.700  |
| 1928 | 6           | 5           | 0           | 1           | 19         | 6          | +13        | 1.667  |
| 1929 | 8           | 3           | 3           | 2           | 23         | 17         | +6         | 1.125  |
| 1930 | 8           | 3           | 3           | 2           | 12         | 10         | +2         | 1.125  |
| 1931 | 8           | 3           | 2           | 3           | 20         | 16         | +4         | 1.000  |
| 1932 | 7           | 3           | 1           | 3           | 10         | 14         | –4         | 1.000  |
| 1933 | 7           | 3           | 1           | 3           | 12         | 11         | +1         | 1.000  |
| 1934 | 10          | 6           | 3           | 1           | 22         | 15         | +7         | 1.500  |
| 1935 | 6           | 2           | 2           | 2           | 6          | 5          | +1         | 1.000  |
| 1936 | 6           | 3           | 1           | 2           | 11         | 7          | +4         | 1.167  |
| 1937 | 11          | 4           | 2           | 5           | 26         | 32         | –6         | 0.909  |
| 1938 | 9           | 5           | 2           | 2           | 28         | 14         | +14        | 1.333  |
| 1939 | 3           | 1           | 2           | 0           | 16         | 12         | +4         | 1.333  |
|      |             |             |             |             |            |            |            |        |
| 1946 | 5           | 2           | 0           | 3           | 9          | 14         | –5         | 0.800  |
| 1947 | 6           | 4           | 1           | 1           | 21         | 13         | +7         | 1.500  |
| 1948 | 7           | 1           | 1           | 5           | 7          | 14         | –7         | 0.429  |
| 1949 | 7           | 3           | 1           | 3           | 14         | 13         | +1         | 1.000  |
| 1950 | 5           | 3           | 1           | 1           | 10         | 8          | +2         | 1.400  |
| 1951 | 2           | 0           | 1           | 1           | 3          | 4          | –1         | 0.500  |
| 1952 | 5           | 0           | 1           | 4           | 6          | 15         | –9         | 0.200  |
| 1953 | 9           | 5           | 2           | 2           | 14         | 10         | +4         | 1.333  |
| 1954 | 3           | 0           | 0           | 3           | 1          | 11         | –10        | 0.000  |
| 1955 | 5           | 3           | 0           | 2           | 12         | 11         | +1         | 1.200  |
| 1956 | 10          | 4           | 2           | 4           | 16         | 15         | +1         | 1.000  |
| 1957 | 7           | 5           | 1           | 1           | 14         | 6          | +8         | 1.571  |
| 1958 | 10          | 3           | 2           | 5           | 16         | 14         | +2         | 0.800  |
| 1959 | 6           | 3           | 1           | 2           | 14         | 9          | +5         | 1.167  |
| 1960 | 6           | 5           | 0           | 1           | 15         | 3          | +12        | 1.667  |
| 1961 | 8           | 6           | 1           | 1           | 27         | 12         | +15        | 1.625  |
| 1962 | 11          | 6           | 1           | 4           | 20         | 14         | +6         | 1.182  |
| 1963 | 6           | 0           | 2           | 4           | 6          | 13         | –7         | 0.333  |
| 1964 | 5           | 1           | 2           | 2           | 9          | 10         | –1         | 0.800  |
| 1965 | 6           | 3           | 1           | 2           | 12         | 4          | +8         | 1.167  |
| 1966 | 6           | 1           | 2           | 3           | 6          | 8          | –2         | 0.667  |
| 1967 | 7           | 4           | 1           | 2           | 10         | 5          | +5         | 1.286  |
| 1968 | 4           | 4           | 0           | 0           | 10         | 2          | +8         | 2.000  |
| 1969 | 6           | 3           | 1           | 2           | 12         | 9          | +3         | 1.167  |
| 1970 | 9           | 3           | 2           | 4           | 11         | 14         | –3         | 0.889  |
| 1971 | 7           | 4           | 1           | 2           | 11         | 5          | +6         | 1.286  |
| 1972 | 9           | 3           | 2           | 4           | 13         | 11         | +2         | 0.889  |
| 1973 | 6           | 2           | 2           | 2           | 10         | 7          | +3         | 1.000  |
| 1974 | 10          | 5           | 2           | 3           | 15         | 11         | +4         | 1.200  |
| 1975 | 10          | 4           | 6           | 0           | 19         | 6          | +13        | 1.400  |
| 1976 | 11          | 4           | 6           | 1           | 19         | 14         | +5         | 1.273  |
| 1977 | 9           | 3           | 2           | 4           | 8          | 10         | –2         | 0.889  |
| 1978 | 10          | 3           | 2           | 5           | 12         | 12         | 0          | 0.800  |
| 1979 | 9           | 6           | 0           | 3           | 20         | 9          | +11        | 1.333  |
| 1980 | 16          | 6           | 5           | 5           | 24         | 15         | +9         | 1.063  |
| 1981 | 10          | 4           | 3           | 3           | 19         | 10         | +9         | 1.100  |
| 1982 | 11          | 2           | 6           | 3           | 14         | 15         | –1         | 0.909  |
| 1983 | 8           | 3           | 3           | 2           | 12         | 5          | +7         | 1.125  |
| 1984 | 6           | 3           | 1           | 2           | 9          | 5          | +4         | 1.167  |
| 1985 | 8           | 3           | 2           | 3           | 9          | 13         | –4         | 1.000  |
| 1986 | 9           | 6           | 2           | 1           | 13         | 3          | +10        | 1.556  |
| 1987 | 7           | 3           | 2           | 2           | 9          | 9          | 0          | 1.143  |
| 1988 | 9           | 5           | 3           | 1           | 14         | 9          | +5         | 1.444  |
| 1989 | 8           | 6           | 1           | 1           | 15         | 4          | +11        | 1.625  |
| 1990 | 13          | 5           | 1           | 7           | 18         | 17         | +1         | 0.846  |
| 1991 | 11          | 7           | 1           | 3           | 19         | 10         | +9         | 1.364  |
| 1992 | 8           | 1           | 4           | 3           | 11         | 11         | 0          | 0.750  |
| 1993 | 7           | 3           | 4           | 0           | 15         | 6          | +9         | 1.429  |

## Bekende spelers
- Josef Bican
- Jozef Chovanec
- Ladislao Kubala
- Josef Masopust
- Zdeněk Nehoda
- Antonín Panenka
- František Plánička
- Ján Popluhár
- Antonín Puč
- Tomáš Skuhravý
- Alexander Vencel
- Ivo Viktor

Nationale bond · A-internationals · Bondscoaches · Statistieken · Tsjecho-Slowaaks vrouwenelftal · Tsjecho-Slowakije U16 · Tsjecho-Slowakije U17 · Tsjecho-Slowakije U18 · Tsjecho-Slowakije U21
1920 – 1929 · 
1930 – 1939 · 
1940 – 1949 · 
1950 – 1959 · 
1960 – 1969 · 
1970 – 1979 · 
1980 – 1989 · 
1990 – 1993
EK 1960 · 
EK 1976 · 
EK 1980
WK 1934 · 
WK 1938 · 
WK 1954 · 
WK 1958 · 
WK 1962 · 
WK 1970 · 
WK 1982 · 
WK 1990
OS 1920 · 
OS 1924 · 
OS 1964 · 
OS 1968 · 
OS 1980
1920 · 
1921 · 
1922 · 
1923 · 
1924 · 
1925 · 
1926 · 
1927 · 
1928 · 
1929 · 
1930 · 
1931 · 
1932 · 
1933 · 
1934 · 
1935 · 
1936 · 
1937 · 
1938 · 
1939 · 
1940 · 
1941 · 
1942 · 
1943 · 
1944 · 
1945 · 
1946 · 
1947 · 
1948 · 
1949 · 
1950 · 
1952 · 
1952 · 
1953 · 
1954 · 
1955 · 
1956 · 
1957 · 
1958 · 
1959 · 
1960 · 
1961 · 
1962 · 
1963 · 
1964 · 
1965 · 
1966 · 
1967 · 
1968 · 
1969 · 
1970 · 
1971 · 
1972 · 
1973 · 
1974 · 
1975 · 
1976 · 
1977 · 
1978 · 
1979 · 
1980 · 
1981 · 
1982 · 
1983 · 
1984 · 
1985 · 
1986 · 
1987 · 
1988 · 
1989 · 
1990 · 
1991 · 
1992 · 
1993
Albanië ·
Argentinië ·
Australië ·
België ·
Bolivia ·
Brazilië ·
Bulgarije ·
Chili ·
Colombia ·
Costa Rica ·
Cyprus ·
DDR ·
Denemarken ·
Duitsland ·
Egypte ·
Engeland ·
Faeröer ·
Finland ·
Frankrijk ·
Griekenland ·
Hongarije ·
Ierland ·
IJsland ·
Iran ·
Italië ·
Joegoslavië ·
Koeweit ·
Luxemburg ·
Malta ·
Mexico ·
Nederland ·
Noord-Ierland ·
Noorwegen ·
Oostenrijk ·
Polen ·
Portugal ·
Roemenië ·
Schotland ·
Sovjet-Unie ·
Spanje ·
Turkije ·
Uruguay ·
Verenigde Staten ·
Wales ·
Zweden ·
Zwitserland
Brazilië (1962) · 
Engeland (1982) · 
Frankrijk (1982) · 
Koeweit (1982) ·
West-Duitsland (1976)
Československá fotbalová liga · Českomoravská fotbalová liga · Slovenská národná futbalová liga · Lagere voetbaldivisies · Tsjecho-Slowaakse voetbalbeker · ČSFS · Nationaal voetbalelftal
 Albanië ·  Andorra ·  Armenië ·  Azerbeidzjan ·  België ·  Bosnië en Herzegovina ·  Bulgarije ·  Cyprus ·  Denemarken ·  Duitsland ·  Engeland ·  Estland ·  Faeröer ·  Finland ·  Frankrijk ·  Georgië ·  Gibraltar ·  Griekenland ·  Hongarije ·  Ierland ·  IJsland ·  Israël ·  Italië ·  Kazachstan ·  Kosovo ·  Kroatië ·  Letland ·  Liechtenstein ·  Litouwen ·  Luxemburg ·  Malta ·  Moldavië ·  Montenegro ·  Nederland ·  Noord-Ierland ·  Noord-Macedonië ·  Noorwegen ·  Oekraïne ·  Oostenrijk ·  Polen ·  Portugal ·  Roemenië ·  Rusland ·  San Marino ·  Schotland ·  Servië ·  Slovenië ·  Slowakije ·  Spanje ·  Tsjechië ·  Turkije ·  Wales ·  Wit-Rusland ·  Zweden ·  Zwitserland
 Bohemen ·  Bohemen en Moravië ·  Duitse Democratische Republiek ·  Ierland ·  Joegoslavië ·  Servië en Montenegro ·  Tsjecho-Slowakije ·  GOS ·  Saarland ·  Sovjet-Unie